# Steve Davis
Steve Davis, OBE (* 22. srpna 1957, Londýn) je britský hráč snookeru.
Steve Davis je považován za jednoho z nejlepších hráčů snookeru celého světa. Za svou dlouhou kariéru profesionálního hráče, počínající v roce 1978, vyhrál 47 nebodovaných turnajů, 28 bodovaných turnajů a z toho 6 titulů mistra světa (v letech 1981, 1983, 1984, 1987, 1988 a 1989).
Steve Davis se narodil 22. srpna 1957 v Londýně a v současnosti žije v Brentwoodu v hrabství Essex.
Steve má poměrně dosti přezdívek, nejznámějšími budou patrně The Nugget (kvůli tomu, že má zlatý styl) a Interesting (z angl. zajímavý), což byla ironická přezdívka, protože jej lidé považovali za nezábavného a nudného. Steve je ale velkým komikem, často baví snookerové arény a jeho vystoupení na exhibicích nemají chybu. Steve stále hraje na vysoké úrovni, ale věnuje se i komentování snookeru pro BBC.
Steve se na pozici světové jedničky držel sedm let. V sezóně 2008/2009 mu patří 29. místo. Má na svém kontě jeden maximální náběh 147 bodů, který zahrál v roce 1982 na turnaji Lada Classic. Tento maximální náběh byl také první televizní "sto-čtyřicet-sedmičkou" a odměna za něj Davise poslala mezi milionáře. Steve Davis si hraním snookeru od roku 1978 do začátku sezóny 2007/2008 vydělal 5,5 milionu liber.